# Anna Zawadzka (malarka)
Anna Salomea Wanda Zawadzka, Anna Żeromska (ur. 11 lipca 1888 w Siedlcach, zm. 14 lipca 1983 w Konstancinie-Jeziornie) – polska artystka malarka, uznawana przez Stefana Żeromskiego za oficjalną żonę.

## Życiorys
Urodziła się w rodzinie siedleckiego rejenta Antoniego Zawadzkiego i pianistki Marii z Wrotnowskich. Po śmierci ojca razem z matką i siostrami Natalią i Anielą przeprowadziła się do Warszawy, gdzie po ukończeniu pensji Natalii Porazińskiej rozpoczęła studia w Szkole Sztuk Pięknych. Po ukończeniu warszawskiej uczelni naukę kontynuowała w Paryżu. Po powrocie do Warszawy w 1908 poznała pisarza Stefana Żeromskiego, w 1909 ponownie wyjechała do Paryża. Pisarz również wyjechał do Paryża, jego porzucenie żony wywołało wówczas skandal towarzyski. Anna Zawadzka przebywając nad Sekwaną ilustrowała dwie powieści Żeromskiego, Wierną rzekę i Urodę życia. 
Z nieformalnego związku 31 maja 1913 w San Gervasio koło Florencji urodziła się córka Anny i Stefana – Monika Wincentyna Maria (zm. 2001). W metryce Moniki Żeromskiej odnotowano, że była dzieckiem małżeństwa Anny i Stefana Żeromskich, Anna od tego czasu posługiwała się nazwiskiem Żeromska. 26 lipca 1920 Stefan Żeromski zakupił willę „Świt” w Konstancinie, w której Anna zamieszkała wraz z córką. Mimo że Anna Zawadzka nigdy nie zawarła związku małżeńskiego ze Stefanem Żeromskim (Oktawia z Radziwiłłowiczów Rodkiewiczowa-Żeromska, żona pisarza, zmarła dwa lata po nim), to w swoim testamencie napisał on, że uznaje ją za swoją prawowitą żonę i w związku z powyższym cały swój majątek zapisuje jej oraz córce zrodzonej z ich związku. 
Po śmierci pisarza zajmowała się ilustrowaniem utworów Stefana Żeromskiego, pisaniem pamiętników oraz redagowaniem poświęconych mu wspomnień. W 1945 wskazała pracownikom Biura Odbudowy Stolicy zasypaną gruzem piwnicę na Starym Mieście, w której ukryto jego rękopisy, co pozwoliło na ich odnalezienie i wydobycie.
Została pochowana na cmentarzu ewangelicko-reformowanym w Warszawie (F/4/1).

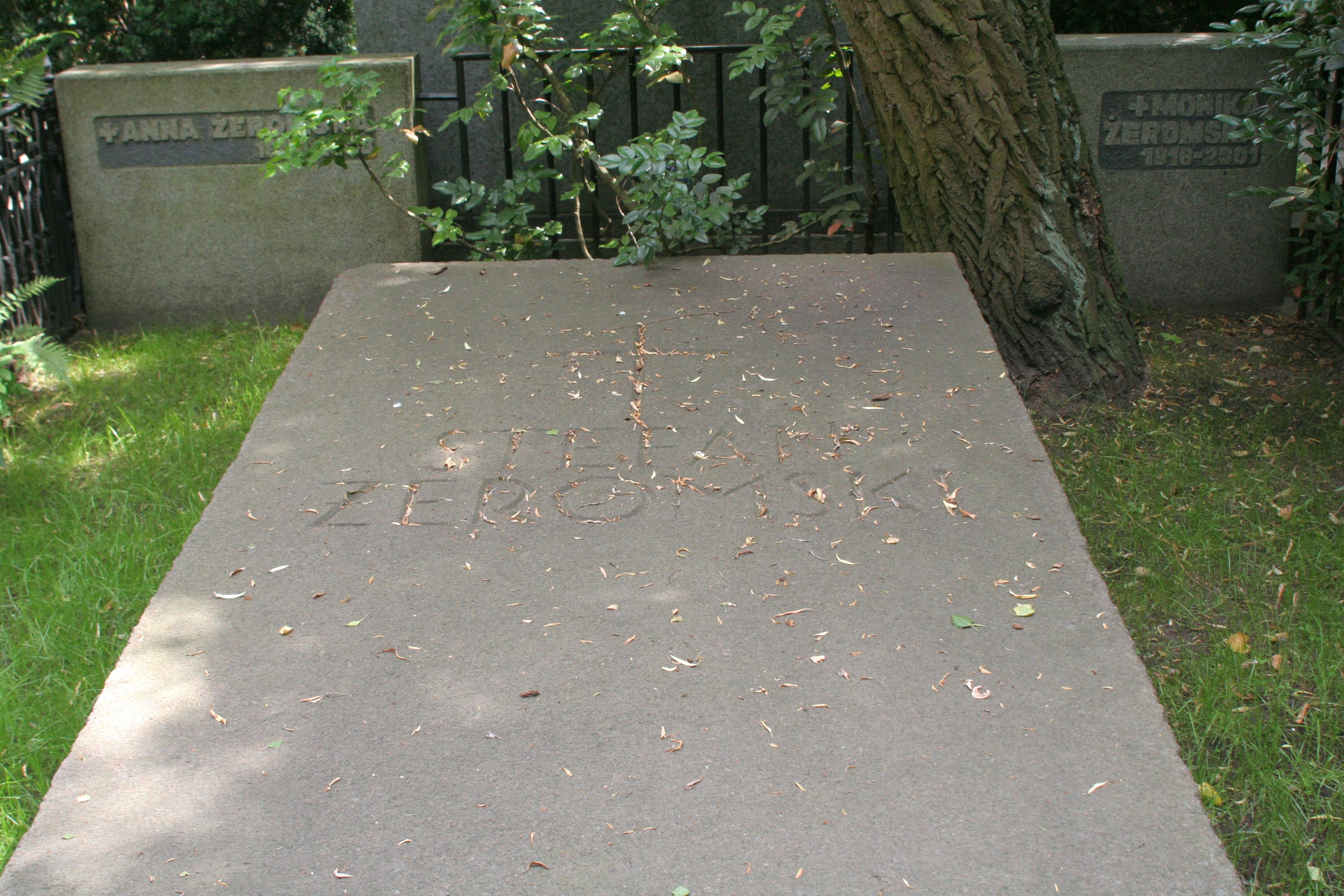
Grób Stefana i Anny Żeromskich na cmentarzu ewangelicko-reformowanym w Warszawie (2015)